# Pistone (musica)

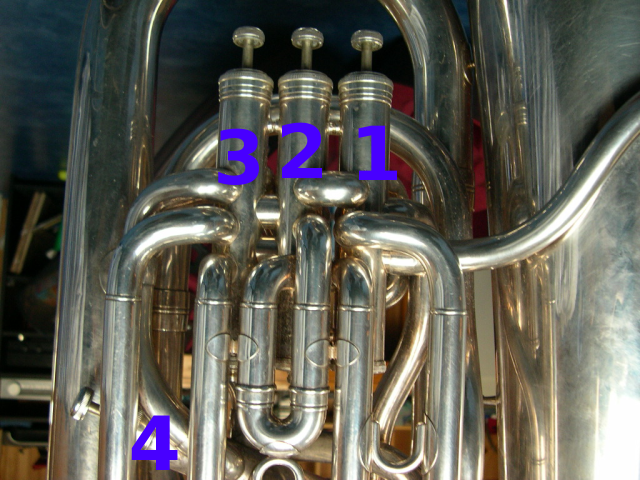
Pistoni su una tuba in Mib

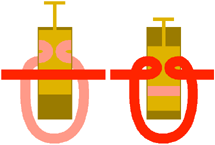
Principio di funzionamento di un pistone: il percorso dell'aria è indicato in rosso

Il pistone, negli ottoni, è un meccanismo che consente all'esecutore di variare la nota musicale emessa dallo strumento, permettendo il passaggio dell'aria in tubi aggiuntivi, allungando dunque la lunghezza del canneggio e la frequenza di base della serie armonica dello strumento.
In quasi tutti gli ottoni questo permette di ottenere dallo strumento l'intera scala cromatica: senza questo tipo di meccanismo, gli ottoni sarebbero essenzialmente limitati all'emissione della serie degli armonici generati dal corpo tubolare dello strumento stesso.
Prima dell'invenzione dei pistoni, gli ottoni erano strumenti diatonici e per cambiare tonalità gli interpreti passavano a strumenti di lunghezza diversa, o dovevano aggiungere manualmente delle prolunghe.
Gli ottoni contemporanei sono quasi tutti muniti di pistoni, da tre a cinque, che agendo in combinazione tra loro consentono, in stretta relazione alla velocità della colonna d'aria emessa dal suonatore, la produzione di tutte le note relative all'estensione dello strumento. Fa eccezione il trombone a tiro o a coulisse, in cui la variazione della lunghezza effettiva viene ottenuta estraendo più o meno una parte mobile (la coulisse) dal canneggio fisso dello strumento stesso. Anche per il trombone esiste una versione a pistoni (che però è più rara).
I corni utilizzano allo stesso scopo un meccanismo detto valvola rotativa, la cui costruzione differisce da quella del pistone.